# Vila čp. 880 ve Staré Boleslavi
Vila čp. 880 ve Staré Boleslavi (na adrese Vestecká 880/42) byla postavena v roce 1938 podle architektonického návrhu Vladimíra Límana.

## Historie
Dům byl vybudován v roce 1938. V roce 2004 pak byl prohlášen včetně pozemku, na kterém je umístěn, kulturní památkou.
Vila čp. 880 je součástí širšího urbanistického celku společně s vilami čp. 871 (tzv. Pachlova vila) a čp. 933. Všechny objekty jsou dílem staroboleslavského architekta Vladimíra Límana a pocházejí ze 30. let 20. století. Zatímco Pachlova vila byla zapsána do seznamu kulturních památek již v roce 2000, o návrhu na společný zápis vil čp. 880 a 933 rozhodovalo ministerstvo kultury až v roce 2004 a na základě jeho rozhodnutí byla vila čp. 880 včetně pozemků prohlášena kulturní památkou, zatímco pro vilu čp. 933 mělo být vydáno samostatné rozhodnutí.
Dům i pozemek je v současnosti (2021) ve vlastnictví rodiny Límanovy.

## Architektura
Dům stojící na členitém půdorysu je tvořen suterénem a zvýšeným přízemím. Budova má kamennou podezdívku, bílou omítku kombinovanou s režným zdivem a valbovou střechu s mírným sklonem. Na jednom z krakorců nesoucích rohový arkýř je vyrytý nápis ING. V. LÍMAN 1938.
Podobně jako Pachlova vila je i tato novoromantická stavba inspirována tzv. barrandovským stylem ovlivněným soudobou hollywoodskou architekturou (například některými barrandovskými vilami navrženými architektem Vladimírem Grégrem).
Vila se dochovala bez stavebních úprav, a to včetně interiéru, který je cenný především zachovalými umělecko-řemeslnými prvky. Stylově vila kombinuje funkcionalistické prvky s hispánskými vlivy.
Zahrada, která vilu obklopuje, je rozdělena do třech výškových úrovní. Součástí zahrady je například též bazének ve tvaru ryby nebo ohniště s cihelnou podezdívkou.

## Galerie

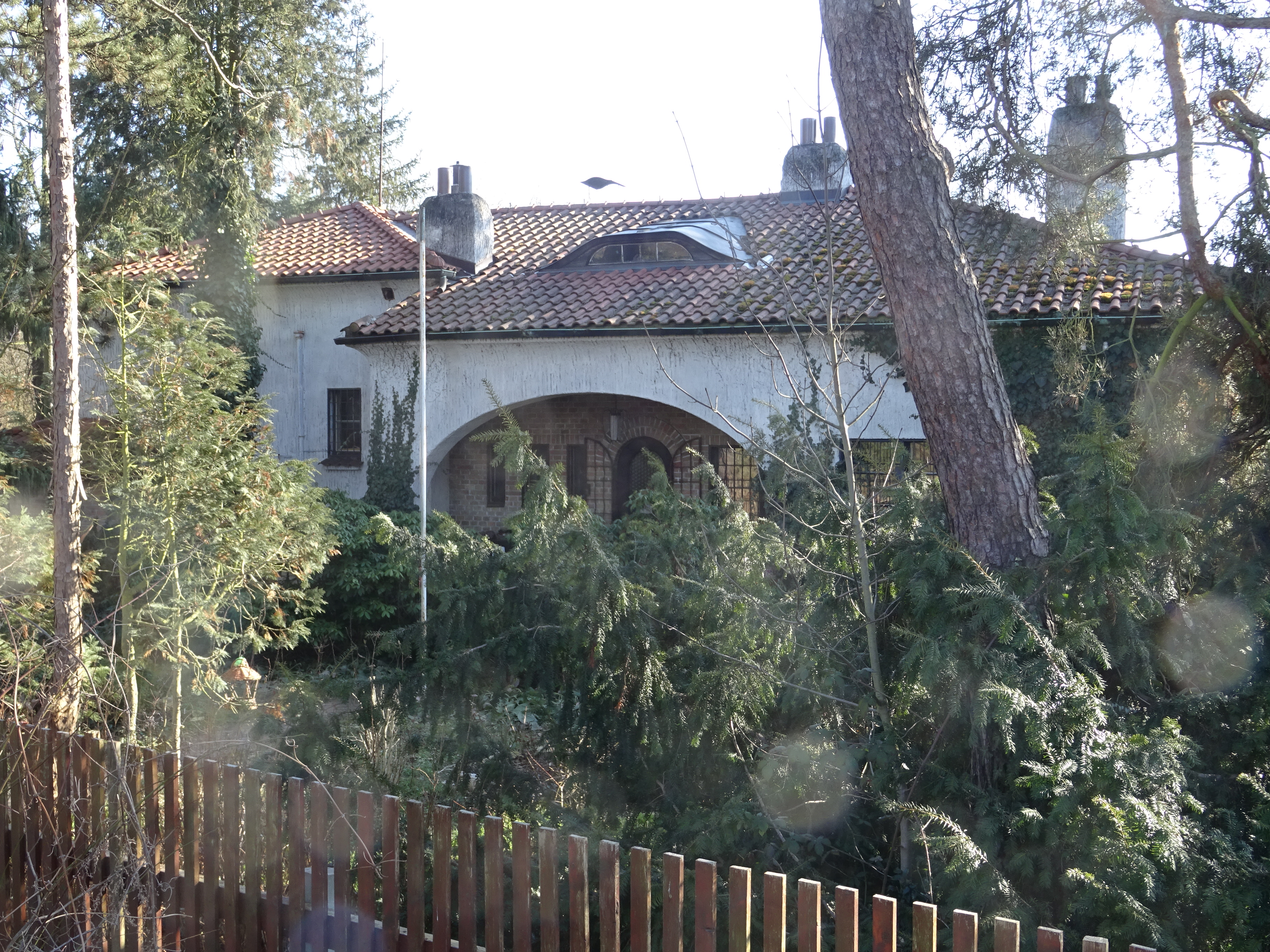
Vila čp. 880
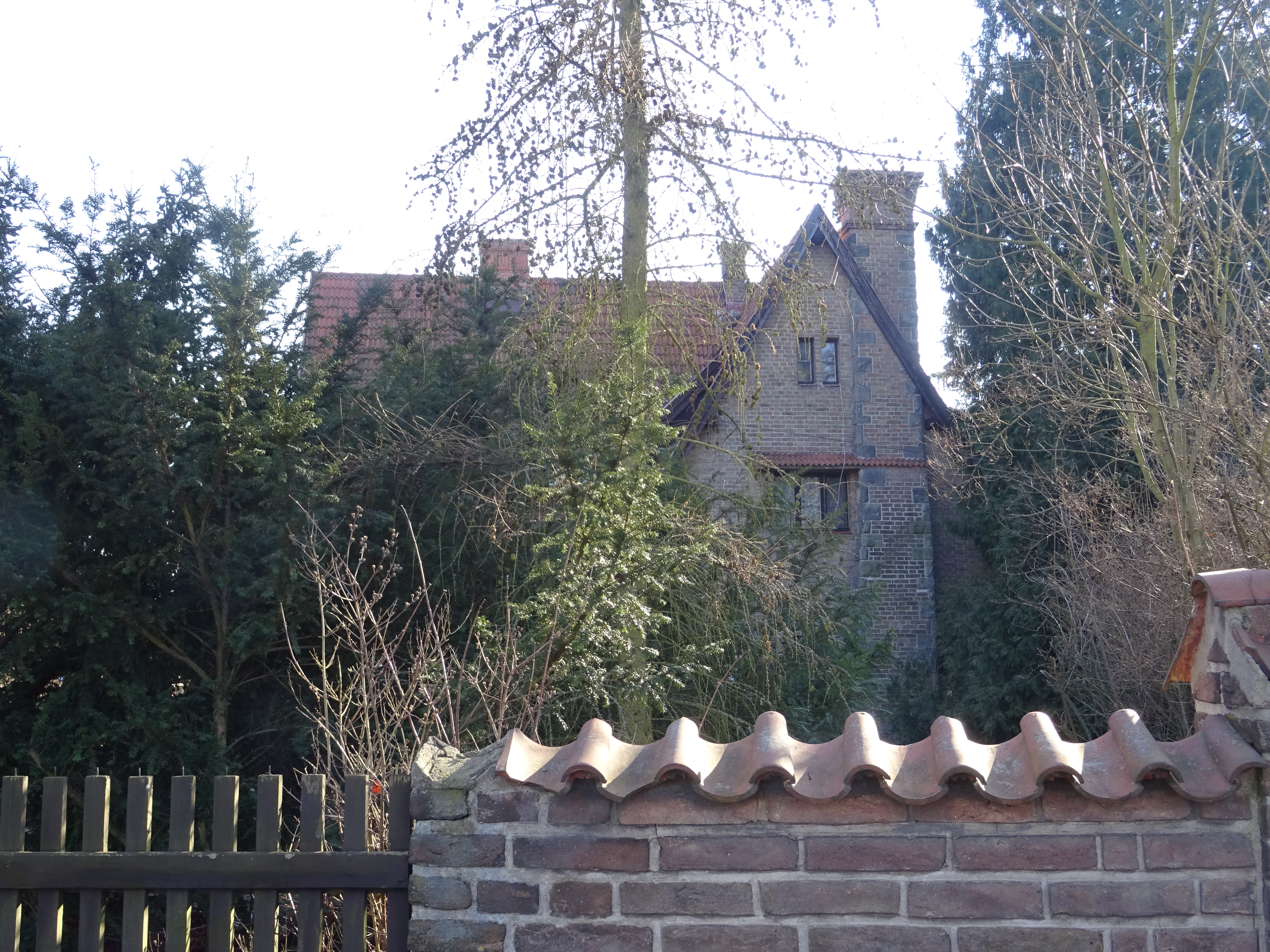
Sousední vila čp. 933